# Dancing with the Stars (Thái Lan - mùa 1)
Dancing with the Stars là mùa đầu tiên của Bước nhảy hoàn vũ Thái Lan được phát sóng trên kênh 7. Đây là phiên bản Thái Lan của bản gốc từ Anh Quốc là Strictly Come Dancing. Sornram Teppitak, nam diễn viên và ca sĩ nhạc pop cùng với Morakot Kittisara, Hoa hậu Hoàn vũ Thái Lan 2004 là cặp MC của chương trình.

## Các cặp đôi
| Người nổi tiếng          | Nghề nghiệp                                       | Bạn nhảy                                       | Thứ hạng                                      |
| ------------------------ | ------------------------------------------------- | ---------------------------------------------- | --------------------------------------------- |
| M.R.Malinee Chakrabandhu | Người nổi tiếng                                   | Alonggod Nutsati                               | Bị loại đầu tiên vào ngày 22 tháng 1 năm 2013 |
| Lek Isul                 | Diễn viên, người mẫu, nhà phát triển bất động sản | Poonyapa Dhanwilai Suveenut Noinual (Tuần 3–4) | Bị loại thứ 2 vào ngày 29 tháng 1 năm 2013    |
| Natalie Glebova          | Hoa hậu Hoàn vũ & Doanh nhân 2005                 | Ratjirote Prathumwan                           | Bị loại thứ 3 vào ngày 5 tháng 2 năm 2013     |
| Suebsak Phunsueb         | Cựu cầu thủ cầu mây                               | Nartnalin Ruangsuttrakarn                      | Bị loại thứ 4 vào ngày 12 tháng 2 năm 2013    |
| Nicole Theriault         | Ca sĩ                                             | Nattapat Runglaksa                             | Hạng 3 vào ngày 13 tháng 2 năm 2013           |
| Fonthip Watcharatrakul   | Diễn viên, Hoa hậu Hoàn vũ Thái Lan 2010          | Watcharakorn Suasuebpan                        | Á quân vào ngày 19 tháng 2 năm 2013           |
| Timethai Plangsilp       | Ca sĩ (của công ty Kamikaze)                      | Pinklao Nararuk                                | Quán quân vào ngày 19 tháng 2 năm 2013        |

## Biểu đồ điểm số
| Cặp đôi                | Thứ hạng | Tuần 1 | Tuần 2 | Tuần 3 | Tuần 4 | Tuần 5 | Tuần 6   | Tuần 7   |
| ---------------------- | -------- | ------ | ------ | ------ | ------ | ------ | -------- | -------- |
| Timethai & Pinklao     | 1        | —      | 20     | 20     | 24     | 25     | 24+23=47 | 29+30=59 |
| Fonthip & Watcharakorn | 2        | —      | 19     | 23     | 20     | 24     | 23+24=47 | 25+27=52 |
| Nicole & Nattapat      | 3        | —      | 18     | 22     | 18     | 22     | 22+20=42 | 26+28=54 |
| Suebsak & Nartnalin    | 4        | —      | 20     | 19     | 21     | 22     | 21+20=41 |          |
| Natalie & Ratjirote    | 5        | —      | 17     | 21     | 24     | 21     |          |          |
| Lek & Poonyapa         | 6        | —      | 17     | 18     | 18     |        |          |          |
| Malinee & Alonggod     | 7        | —      | 19     | 18     |        |        |          |          |

Các con số màu đỏ cho biết điểm số thấp nhất ở mỗi tuần.
Các con số màu xanh lá cây cho biết điểm số cao nhất ở mỗi tuần.
     cho biết cặp đôi (hoặc các cặp đôi) bị loại trong tuần đó.

## Điểm số trung bình
| Xếp hạng điểm trung bình | Thứ hạng | Cặp đôi                | Tổng điểm | Số lần biểu diễn | Điểm trung bình |
| ------------------------ | -------- | ---------------------- | --------- | ---------------- | --------------- |
| 1                        | 1        | Timethai & Pinklao     | 195       | 8                | 24.4            |
| 2                        | 2        | Fonthip & Watcharakorn | 185       | 8                | 22,2            |
| 3                        | 3        | Nicole & Nattapat      | 176       | 8                | 22.0            |
| 4                        | 5        | Natilie & Rajote       | 83        | 4                | 20,8            |
| 5                        | 4        | Suebsak & Nartnalin    | 123       | 6                | 20,5            |
| 6                        | 7        | Malinee & Alonggod     | 37        | 2                | 18,5            |
| 7                        | 6        | Lek & Poonyapa         | 53        | 3                | 17,7            |